# 모치즈키 준
모치즈키 준（望月 淳, もちづき じゅん, 12월22일 - ）은 일본의 일러스트 레이터 겸 만화가이다. 카나 가와현(神奈川県)출신의 여성이며, 스퀘어·에닉스의《월간 강강 조커(月刊ガンガンJOKER)》에서 활동 중이다.

## 학력
阿佐ヶ谷美術専門学校在 / 아사가야 미술 전문학교 (중퇴)

## 경력
학생때 만화가로 데뷔.
완결난 작품인 《판도라 하츠(パンドラハーツ)》로 시작해, 《크림슨 셀(Crimson-Shell)》 과 《판도라 하츠(PandoraHearts)》 연재를 거쳐 현재 《바니타스의 카르테(ヴァニタスの手記)》 연재를 개시했다.
작가의 대표작인 《판도라하츠(PandoraHearts)》는 데뷔작과 타이틀은 동일하지만 별개의 작품으로 위치설정이 잡혀있다.
처음엔 하드보일드로 될 예정이었지만, 담당자와 상의 끝에 《이상한 나라의 앨리스》를 모티브로 잡는 코드로 바꿔 진행하게 되었다 한다.

## 인물
커피파이며, 외출 시엔 항상 크로키장을 지참한다.
중학생 시절엔 주로 노트에 만화를 그리고 있었으며, 본격적인 만화를 그리게 된것은 데뷔작이 처음.
컬러 일러스트에서는 PC처리를 일절 하지 않는편. 주로 코픽과 과슈를 사용하고 있어, 원화의 주위엔 채색을 시험한 자국이 다수 남아 있다.
종이로는 '와트만지'를 애용하며, 메인에서 사용되고 있는 것은 G펜. 씬 부분이나, 그밖에 환펜·코픽의 멀티 라이너·붓펜등으로 사용되고 있다.
삽화가 미유(深遊)와 만화가 미나모토 유우(みなもと悠)와는 친분이 두텁다.
GFantasy에서 연재 작품 앞에 줄거리의 설명이 한 페이지가 붙는데(서문 : パンドラハーチュ / 판도라 하츄), 이 페이지를 매호 신작으로 그리는 몇 안되는 작가로 알려져 있다.

## 작품

### 만화
- 판도라하츠 (パンドラハーツ) 월간 GFantasy (月刊Gファンタジー)로 끝내 , 《판도라하츠(PandoraHearts)》 단행본 8권에 수록되어 있음.
- 크림슨 셀 (Crimson-Shell) 월간 GFantasy (月刊Gファンタジー) 2005년 5월호 ~ 2006년 2월호, 전 1권(完)
- 판도라하츠 (PandoraHearts) 월간 GFantasy (月刊Gファンタジー) 2006년 6월호 ~ 2015년 4월호, 전 24권(完)
- 바니타스의 카르테 (ヴァニタスの手記) 월간 강강 JOKER (月刊ガンガンJOKER) 2016년 1월호 ~ 연재중, 전 6권

### 가이드 북
- PandoraHearts Official Guide 8.5 ~ mine of mine ~
- PandoraHearts Official Guide 18.5 ~ Evidence ~
- PandoraHearts Official Gaide 24+1 「Last Dance!」

### 화집
- 모치즈키 준 화집 〈PandoraHearts〉 ~odds and ends~
- 모치즈키 준 2nd 화집 〈PandoraHearts〉 「There is.」

### 앨범·달력
- 강강아트 컬렉션 〈Pandora Hearts〉 Vol.1~2
- 코믹 스페셜〈PandoraHearts〉캘린더 - 2010년도 ~ 2014년도

### 삽화
- 강강 노벨《망각의 패왕 로란》- 저자 : 요시노 타쿠미(吉野匠) / 완결(完)
- GFantasy 노벨 《소설 PandoraHearts 〜Caucus race〜》 - 저자 : 와카미야 시노부(若宮シノブ)

### 앤솔로지 참여
- 발키리 프로파일 2 : 실메리아 코믹 앤솔로지 EX 1
- 테일즈 오브 디 어비스 코믹 앤솔로지 4
- STAR DRIVER 빛의 타쿠토 앤솔로지
- 이누보쿠SS
- 이상한 나라의 앨리스 Alice in wonderland
- 한다군 공식 앤솔로지